# 이스라엘 U-18 축구 국가대표팀
이스라엘 U-18 축구 국가대표팀은 청소년 국제 축구 대회에서 이스라엘을 대표하며 이스라엘 축구 관리 기구인 이스라엘 축구 협회에서 관리한다.

## 같이 보기
- 이스라엘 축구 국가대표팀